# Makljenovac
Makljenovac este un sat din comuna Doboj, din entitatea Republica Srpska, statul modern Bosnia și Herțegovina.
În așezarea Makljenovac există mai multe situri arheologice din diferite perioade istorice: preistorie (siturile Crkvina și Londža), romană (siturile Crkvina și Gradina) și Evul Mediu (situl Crkvina). Tabăra romană și așezarea civilă din Makljenovac, comuna Doboj, au fost desemnate ca monumente naționale ale Bosniei și Herțegovinei.

## Istorie
Comuna Doboj a fost locuită continuu încă din epoca neoliticului. Fragmente de ceramică și artă decorativă au fost găsite în mai multe localități, cel mai cunoscut sit este cel de la Makljenovac, la sud de oraș, la confluența râurilor Usora și Bosna. 
Tribul iliric Desitijati s-a stabilit în această regiune încă din secolul al XII-lea î.Hr. Tribul a fost unul dintre cele mai mari și mai importante triburi ilirice care au locuit pe teritoriul Bosniei și Herțegovinei moderne, împărțind granițele lor nordice cu Breucii, un alt trib important. Desitijatii și Breucii au început Marea Revoltă Ilirică (6-9 d.Hr.), o răscoală răspândită cunoscută sub numele de Bellum Batonianum în sursele romane. După ce sângeroasa răscoală a fost înfrântă, legiuni romane s-au instalat în zonă și au construit marea tabără militară (Castrum) și așezare civilă (Canabea) de la Makljenovac. Aceste structuri au fost construite cel mai probabil în perioada timpurie a dinastiei Flaviilor, în timpul guvernării împăratului Vespasian.

## Date demografice
Populația localității în 1991 era de 2.164 de locuitori, pentru ca în 2013 populația să scadă la 1.165, conform recensământului final din 2013 realizat de Institutul de Statistică al Republicii Srpska.